# Antoni (Masendicz)
Antoni, imię świeckie Iwan Iwanowycz Masendycz (ur. 20 kwietnia 1961 w Pławiu, zm. 8 lipca 2001 w Barnaule) – ukraiński i rosyjski biskup prawosławny.

## Życiorys
Ukończył szkołę medyczną w Iwano-Frankowsku w 1980. Od tego samego roku przez dwa lata odbywał zasadniczą służbę wojskową. W 1982 złożył wieczyste śluby mnisze z imieniem Antoni. Następnie został wyświęcony na hierodiakona, zaś 25 lutego 1984 – na hieromnicha. Rok później podjął naukę w seminarium duchownym w Moskwie, następnie zaś w Moskiewskiej Akademii Duchownej, którą ukończył w 1993. Równolegle prowadził pracę duszpasterską w Alejsku, gdzie przyczynił się do wzniesienia cerkwi św. Dymitra Sołuńskiego. W 1986 otrzymał godność igumena. W 1989 został przeniesiony do pracy w parafii w Aczyńsku. W lutym 1990 został dziekanem cerkwi Rosyjskiego Kościoła Prawosławnego w Azerbejdżanie oraz proboszczem parafii przy cerkwi Narodzenia Matki Bożej w Baku. Następnie został przeniesiony do pracy w parafiach na terytorium Ukrainy.
We wrześniu 1990 ogłosił swoje przejście do niekanonicznego Ukraińskiego Autokefalicznego Kościoła Prawosławnego, w ramach którego wyświęcono go na biskupa rówieńskiego. Należał do jego pierwszych przywódców i twórców. Uczestniczył w próbach przejmowania przez zwolenników autokefalii Kościoła ukraińskiego świątyń i monasterów na terytorium Wołynia pozostających przy Patriarchacie Moskiewskim, w tym w nieudanej przejęcia monasteru Zaśnięcia Matki Bożej w Zimnem. Współtworzył Ukraiński Kościół Prawosławny Patriarchatu Kijowskiego. Od 1992 nosił tytuł metropolity perejasławskiego i siczesławskiego. W tym samym roku należał do delegacji Patriarchatu Kijowskiego, która prowadziła zakończone niepowodzeniem negocjacje z Patriarchatem Konstantynopolitańskim o uznanie kanoniczności autokefalicznego Kościoła na Ukrainie.
Na przełomie roku 1993/1994 razem z biskupami Janem (Siopko), Spirydonem (Babskim), Romanem (Popenko) oraz Sofroniuszem (Własowem) ogłosił swoje odejście z Patriarchatu Kijowskiego i w liście otwartym wezwał Ukraińców do pozostania w kanonicznym Rosyjskim Kościele Prawosławnym. Antoni (Masendicz) został ponownie przyjęty do Patriarchatu Moskiewskiego jako zwykły kapłan. 26 lutego 1994 po raz drugi przyjął chirotonię biskupią, tym razem kanoniczną, po czym objął zarząd eparchii barnaułskiej. Jako ordynariusz tejże eparchii przyczynił się do znacznego wzrostu liczby czynnych cerkwi i założył kilka nowych monasterów. W 1998 w trybie zaocznym rozpoczął studia politologiczne.
Zmarł w 2001 w Barnaule na zawał serca.